# هالي كوين براون
هالي كوين براون (بالإنجليزية: Hallie Quinn Brown)‏ هي كاتِبة أمريكية، ولدت في 10 مارس 1849 في بيتسبرغ في الولايات المتحدة، وتوفيت في 16 سبتمبر 1949 في ويلبرفورس في الولايات المتحدة.

## وصلات خارجية
- هالي كوين براون على موقع الموسوعة البريطانية (الإنجليزية)